# Championnat des Fidji de football 2005
Navigation
Saison 2003 Saison suivante
La saison 2005 du Championnat des Fidji de football est la vingt-neuvième édition du championnat de première division aux Fidji. Les dix meilleures équipes du pays sont réparties en deux poules, où elles s'affrontent deux fois, à domicile et à l'extérieur. À la fin de cette première phase, les trois premiers de chaque groupe disputent le Super Six, la poule pour le titre tandis que les deux derniers  jouent la poule de relégation, qui voit le dernier du classement disputer un barrage de promotion-relégation face au champion de Premier Division, la deuxième division fidjienne. 
C'est le club de Ba FC, tenant du titre depuis 2001, qui remporte à nouveau la compétition après avoir terminé en tête du classement final, avec un seul point d'avance sur Navua FC et six sur Rewa FC. C'est le treizième titre de champion de l'histoire du club, le cinquième consécutif.
En dépit de son titre de champion, Ba FC ne peut pas participer à la Ligue des champions de l'OFC. En effet, la fédération fidjienne a mis en place cette année un championnat parallèle avec des clubs franchisés dont le vainqueur, en l'occurrence 4R Electric Ltd, se qualifie pour la Coupe des champions d'Océanie 2005.

## Les clubs participants
| - Ba FC - Lautoka FC - Navua FC - Rewa FC - Suva FC | - Labasa FC - Nadi FC - Nadroga FC - Tavua FC - Nasinu FC |

## Compétition
Le barème utilisé pour établir les différents classements est le suivant :
- Victoire : 3 points
- Match nul : 1 point
- Défaite : 0 point

### Première phase

#### Groupe 1
- Le classement du groupe 1 est incomplet, car plusieurs résultats sont inconnus.

| Rang | Équipe     | Pts | J | G | N | P | Bp | Bc | Diff |
| ---- | ---------- | --- | - | - | - | - | -- | -- | ---- |
| 1    | Nasinu FC  | 15  | 8 | 5 | 0 | 3 | 15 | 5  | +10  |
| 2    | Lautoka FC | 13  | 8 | 4 | 1 | 3 | 8  | 0  | +8   |
| 3    | Tavua FC   | 12  | 8 | 4 | 0 | 4 | 5  | 14 | -9   |
| 4    | Nadi FC    | 12  | 8 | 3 | 3 | 2 | 6  | 6  | 0    |
| 5    | Labasa FC  | 5   | 8 | 1 | 2 | 5 | 9  | 12 | -3   |

|  | Qualification pour le Super Six        |
|  | Participation au barrage de relégation |
|  | T: Tenant du titre                     |

#### Groupe 2
| Rang | Équipe     | Pts | J | G | N | P | Bp | Bc | Diff |
| ---- | ---------- | --- | - | - | - | - | -- | -- | ---- |
| 1    | Ba FCT     | 19  | 8 | 6 | 1 | 1 | 15 | 5  | +10  |
| 2    | Navua FC   | 12  | 8 | 4 | 0 | 4 | 16 | 10 | +6   |
| 3    | Rewa FC    | 11  | 8 | 3 | 2 | 3 | 5  | 11 | -6   |
| 4    | Suva FC    | 10  | 8 | 3 | 1 | 4 | 8  | 9  | -1   |
| 5    | Nadroga FC | 5   | 8 | 1 | 2 | 5 | 6  | 15 | -9   |

|  | Qualification pour le Super Six        |
|  | Participation au barrage de relégation |
|  | T: Tenant du titre                     |

### Seconde phase

#### Super Six
| Rang | Équipe     | Pts | J  | G | N | P | Bp | Bc | Diff |
| ---- | ---------- | --- | -- | - | - | - | -- | -- | ---- |
| 1    | Ba FC'T'C  | 23  | 10 | 7 | 2 | 1 | 34 | 13 | +21  |
| 2    | Navua FC   | 22  | 10 | 7 | 1 | 2 | 18 | 7  | +11  |
| 3    | Rewa FC    | 17  | 10 | 5 | 2 | 3 | 13 | 14 | -1   |
| 4    | Nasinu FC  | 8   | 10 | 2 | 2 | 6 | 12 | 17 | -5   |
| 5    | Lautoka FC | 8   | 10 | 2 | 2 | 6 | 16 | 27 | -11  |
| 6    | Tavua FC   | 6   | 10 | 1 | 3 | 6 | 6  | 21 | -15  |

|  | Champion des Fidji 2005                               |
|  | T: Tenant du titre C: Vainqueur de la Coupe des Fidji |

#### Poule de relégation
| Rang | Équipe     | Pts | J | G | N | P | Bp | Bc | Diff |
| ---- | ---------- | --- | - | - | - | - | -- | -- | ---- |
| 1    | Nadi FC    | 11  | 6 | 3 | 2 | 1 | 9  | 4  | +5   |
| 2    | Labasa FC  | 10  | 6 | 2 | 4 | 0 | 7  | 4  | +3   |
| 3    | Nadroga FC | 6   | 6 | 1 | 3 | 2 | 2  | 5  | -3   |
| 4    | Suva FC    | 3   | 6 | 0 | 3 | 3 | 4  | 9  | -5   |

|  | Participation au barrage de relégation |

### Barrage de promotion-relégation
| Équipe 1                  | Résultat | Équipe 2 | Aller | Retour | Appui |
| ------------------------- | -------- | -------- | ----- | ------ | ----- |
| Tailevu-Naitasiri FC (D2) | 0 - 2    | Suva FC  | 0 - 0 | 0 - 0  | 0 - 2 |

- Les deux clubs se maintiennent dans leurs championnats respectifs.

## Bilan de la saison
| Championnat des Fidji de football 2005                             |                   |
| Champion                                                           | Ba FC (13e titre) |
| Coupes et trophées                                                 |                   |
| Vainqueur de la Coupe des Fidji 2005                               | Ba FC             |
| Qualifications continentales                                       |                   |
| Coupe des champions d'Océanie 2005                                 | 4R Electric Ltd   |
| Promotions et relégations                                          |                   |
| Promus en Championnat des Fidji de football                        | Aucun             |
| Relégués en Championnat des Fidji de football de deuxième division | Aucun             |